# 吴忠 (少将)
吴忠（1921年10月21日—1990年2月26日），原名吴光珠，字宝山。四川省苍溪县东溪镇小龙山人，祖籍江西。中国共产党党员、中国人民解放军高级将领。中国人民解放军开国少将。曾当选中国共产党第九、十、十一届中央委员会候补委员。

## 早年經歷
从7岁开始读过六年私塾。。1933年参加中国工农红军红三十军，同年加入中国共产主义青年团，1935年加入中国共产党，经历了长征、抗日战争、淮海战役、渡江战役、上海战役和西南战役。

## 中華人民共和建國後至文革
1955年吳忠被授予少将军衔，荣获三级八一勋章，二级独立自由勋章，二级解放勋章，一级红星功勋荣誉章，時年34歲。吳忠原是中国人民解放军史第二年轻的将官军衔获得者（最年輕的是32歲的马尔果夫·伊斯哈科夫），1961年马尔果夫·伊斯哈科夫投奔蘇聯，後來的軍史因而改稱吳忠是最年輕的將軍。一说马尔果夫身份信息模糊（比如其民族就有塔塔尔族和俄罗斯族两种说法），年龄存疑。
1970年任北京卫戍区司令员。在1976年懷仁堂事變中扮演要角，10月2日華國鋒秘密召見了吳忠并獲得了支持。10月4日下午，華國鋒等三人最終敲定了事變方案，10月6日懷仁堂事變成功扳倒四人幫，文革結束，改革開放開始。

## 中越戰爭與審查
于1977年9月至1980年1月任广州军区副司令员，上任後不久，邊境地區形勢日趨緊張，根據軍區黨委的決定，吳忠於1978年夏天前往廣西，視察邊境地區的戰備工作。這年底，對越南的戰爭即將開打，吳忠主動向軍區黨委請戰並獲得批准，負責統一指揮廣州軍區南集團部隊，擔負主要戰役突擊任務。然而吳忠隨後卻因在任北京衛戍區司令員期間，因受命對聚集在天安門廣場吊唁周總理的群眾實行清場這一錯誤，被列為「揭批查」的對象（即清查與林彪、四人幫兩個反革命集團有牽連的對象的運動）。中央軍委決定免去吳忠的廣州軍區副司令員職務，開始對他在「文化大革命」中的表現進行清查，但吳忠未服從命令去北京，而是繼續參與越南戰事。
戰役結束後，吳忠面對長達8年的審查。直到1987年6月18日，經中央軍委批准，北京軍區黨委對吳忠作出最后結論：「經審查，吳忠同志1971年3月至1977年9月，在任北京衛戍區司令員、北京市委書記，分管政法期間，沒有參與林彪、四人幫篡黨奪權的陰謀活動……吳忠同志在天安門事件中的錯誤，是執行問題。鑒於當時的歷史條件，經中央軍委批准，予以結論。」

## 晚年至逝世
1988年7月，吳忠被中央軍委授予中國人民解放軍一級紅星功勛榮譽章。兩個月后，鑒於吳忠的身體狀況，中央軍委批准他離職休養。離休后，吳忠積極搜集資料，醞釀寫回憶錄，後來撰寫《中原主帥劉伯承北渡淮河記》、《諄諄教誨寓深情--關於劉帥一封重要信件的回憶》等文章，成為研究劉伯承的重要史料。
1990年2月26日，吳忠因车祸在海南逝世，终年71岁。

## 评价
- 毛泽东评价:“吴忠者，有忠也。”[1]